# Floris Verster
Floris Henrik Verster van Wulverhorst (Leiden, 9 de junio de 1861-21 de enero de 1927), conocido simplemente como Floris Verster, fue un pintor neerlandés. Pintó principalmente bodegones de flores, pero también paisajes, paisajes urbanos y, algunas veces, personas.

## Trayectoria

### Juventud y formación
Fue el mayor de los dos hijos de Florentius Abraham Verster van Wulverhorst (1826-1923) y Margaretha van Kaathoven. Su padre, que era un conocido experto en aves que dio nombre a una especie de loro (Poicephalus senegalus versteri), trabajaba como administrador en el Museo Nacional de Historia Natural de Leiden, donde su hijo acudió a menudo y quedaba fascinado por los animales disecados. Siguiendo el ejemplo de su padre, comenzó a dibujar animales y se dio cuenta de la mortalidad y la decadencia. En su obra posterior, este siguió siendo un tema importante, no solo en la representación de pájaros muertos, sino también en las flores descoloridas que incluyó en sus bodegones.
Gerardus Johannes Bos fue su maestro de dibujo y litografía desde los doce años. En 1878-79, George Breitner le enseñó brevemente en la academia Ars Aemula Naturae de Leiden, aunque no adoptó la feroz expresividad de Breitner en su estilo de pintura. Junto con Isaac Israels y Willem de Zwart fueron desde 1880 sus compañeros de estudios en la Academia de Artes Visuales de La Haya. En 1883 recibió el encargo de ilustrar una revista militar, para la que se le permitió dibujar de cerca los cuerpos y las cabezas de los caballos en las cuadras del cuartel de Leidse Doelen. Completó su formación en 1884, después de lo cual tomó lecciones durante medio año con Amédée Bourson en Bruselas.

### Primer periodo

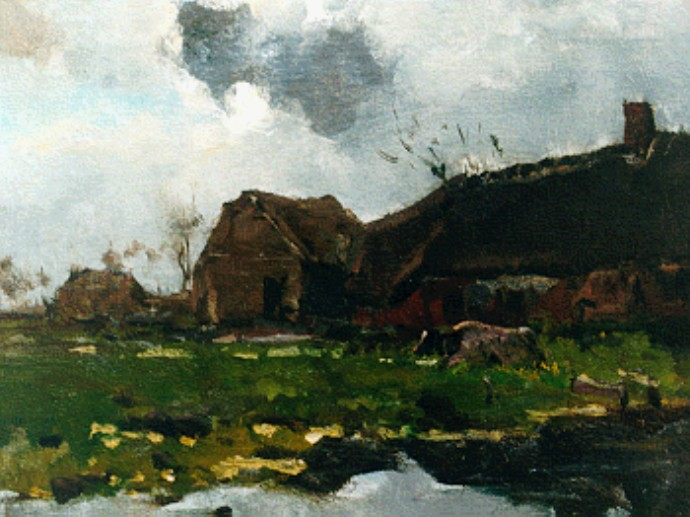
La granja (antes de 1885), óleo sobre lienzo

Bodegón con peonías (1889), óleo sobre lienzo

En 1882, Verster y Menso Kamerlingh Onnes se trasladaron juntos a un estudio y conoció a su hermana Jenny Kamerlingh Onnes. Se comprometieron en 1888 y se casaron en octubre de 1892. Se establecieron en la finca Groenoord en Haarlemmertrekvaart en el entonces extremo norte de Leiden. Allí llevó una vida algo retraída. Entre sus pocos amigos se encontraban pintores conocidos: Thorn Prikker, Jan Toorop, Breitner, Théophile de Bock y Eduard Karsen. Cuando conoció al poeta y escritor Albert Verwey en Ámsterdam en 1890, se desarrolló una estrecha amistad que duró hasta la muerte de Verster. En Conversaciones con un Gestorvene, un poema de Las figuras del sarcófago (1930), Verwey se dirigió a su amigo fallecido.
Hasta alrededor de 1885 se concentró en el paisaje de la pradera neerlandesa con granjas, cobertizos, estanques y canales bajo un cielo nublado gris, tal como lo encontraba alrededor de Leiden, en Noorden cerca de Nieuwkoop y Kortenhoef. Su estilo estuvo fuertemente inspirado por los pintores de la Escuela de La Haya, como en el cuadro De Boerderij. Su especialidad fue la pintura detallada de cerca, con una refinada atención a los juegos de luces. En 1885 realizó por primera vez un bodegón (de cebollas); la representación de un cisne muerto en 1886 mostró un desarrollo en el estilo personal de su obra posterior. En esto fue influenciado por su cuñado Kamerlingh Onnes y los pintores franceses Antoine Vollon y Théodule Ribot.
Hacia 1884, durante su estancia en Bruselas, Vconoció al grupo de artistas Les XX de Octave Maus, que incluía a James Ensor y Guillaume Vogels, así como a Jan Toorop con quien entabló amistad. Se unió a su estilo vanguardista, con un uso exuberante del color y un trazo tosco. A partir de 1888 comenzó a pintar grandes bodegones de flores y paisajes. Mediante el uso de vidrios de colores, papel plateado y espejos, le dio a sus pinturas un efecto de luz y colorido, por ejemplo, en Amapolas y Naturaleza muerta con peonías de 1889. En el Salon des XX de Bruselas en 1891, donde expuso junto a Auguste Rodin, James Ensor, Paul Gauguin, Claude Monet y Vincent van Gogh, obtuvo un gran éxito. Mucho más tarde, en 1911, Reinier de Vries hizo una valoración:

Este Verster tiene algo en común con el virtuoso del color Kamerlingh Onnes, a quien le gusta el hormigueo en los jarrones de vidrio, los colores fluidos de las flores rojas. Pero su lujuria por el color es aún más fuerte cuando pone su amarillo, su rojo, su púrpura uno contra el otro en tonos continuos, como hacen ahora los jóvenes franceses.

Estuvo en contacto con los pintores de los años ochenta a través de Verwey. Reconocían en su obra la "expresión más individual de la emoción" según sus propios principios, pero Verster no quería dejarse absorber por un movimiento. El crítico de arte A. M. Hammacher señaló la excepcional atención de Verster al fondo del cuadro, en el que objetos cotidianos como sartenes, ollas, cortinas, mantas, damascos, cristalerías o espejos eran tan importantes como el motivo principal, mientras que para otros pintores de la Escuela de La Haya, como Paul Gabriël, por ejemplo, el fondo jugaba un papel secundario.
Desde su finca de Leiden, Groenoord, viajó ocasionalmente a Ámsterdam, donde conoció a jóvenes pintores en Caves de France en Kalverstraat. Su actitud distante no interfirió en su interés por el movimiento.

### Segundo período
Alrededor de 1892, en el momento de su matrimonio, tomó caminos diferentes. Se sintió como si estuviera atascado, a pesar de que sus naturalezas muertas tuvieron éxito. Se convirtió en un hábil artista gráfico y, además, siguiendo a su amigo Jan Toorop, cambió a dibujos al pastel. Su esposa, Jenny Kamerlingh Onnes, escribió sobre esto en su diario:

Siente fuertemente que algo más, algo nuevo debe venir y busca desesperadamente y es divertido ver cómo lo ha sentido durante tanto tiempo y cómo ahora también brilla en todos las obras... Para él, Toorop es el único nuevo, el más progresista.

Dibujos como Eucalyptus (1896) y Tarde muestran una atmósfera muy diferente a sus bodegones coloridos. Hizo un boceto de retrato de Breitner (que también lo retrató a él en 1923) y un dibujo del castillo de Endegeest, sobre el que Jenny escribió:
"Después del matrimonio, hace estudios de pasteles y luego el dibujo del castillo de Endegeest, en el invierno cuando se pone el sol. Los árboles cubiertos de espesa hiedra, las características palmeras y los rododendros son hermosos, además del cielo con la red de ramas".
A partir de 1894, se pasó de los dibujos al pastel a los lápices de cera y trabajó con precisión, por lo que las líneas individuales de tiza se volvieron invisibles. Con esta técnica refinada, le tomaba meses hacer un dibujo. En diez años realizó más de 25 dibujos en esta línea. En la misma época también pintó pequeños bodegones de objetos cotidianos con un color cada vez más claro, una forma concentrada y una atmósfera tranquila. También pintó retratos, incluidos los de su esposa Jenny y su padre.
Los artistas y críticos Henk Bremmer y Albert Plasschaert, admiradores de la obra de Verster, lo visitaban regularmente para ver su obra. Varios coleccionistas de arte ricos, incluida Helene Kröller-Müller, compraron obras de Bremmer a través de la mediación de Bremmer.

### Últimos años
En su último período, fue conocido como "el ermitaño de Groenoord". Casi nunca salió de su finca. Empezó a sentirse deprimido y a dudar de sí mismo y de su obra. Ya no pintaba mucho y la pareja se volvió solitaria. Su salud se deterioró y su esposa también enfermó. Cuando ella murió inesperadamente en 1926, fue un punto más bajo, que se vio agravado por el hecho de que el municipio de Leiden expropió la finca de Groenoord en el mismo año para la construcción de una conexión por carretera. La compensación ascendió a 37 500 florines. Fue admitido y atendido en el Diaconessenhuis en Witte Singel, desde donde fue conducido una vez en automóvil a Groenoord para destruir algunas obras de arte que consideró fracasadas.
El 21 de enero de 1927 se encontró su cadáver en el estanque de Groenoord. Nunca se ha aclarado cómo llegó a su fin. Su lugar de descanso final fue el cementerio de Groenesteeg.

## Obra en colecciones públicas (selección)
Las colecciones más importantes de su obra se encuentran en el Museo Kröller-Müller y el Museo De Lakenhal en Leiden. Otros museos con obras de Verster en su colección incluyen: el Museo Groninger, el Museo Boijmans Van Beuningen, el Rijksmuseum Amsterdam y el Museo de Dordrechts.